# Мокронос-Гурни
Мокронос-Гурни (пол. Mokronos Górny, нім. Oberhof) — село в Польщі, у гміні Конти-Вроцлавські Вроцлавського повіту Нижньосілезького воєводства.
Населення — 599 осіб (2011).
У 1975-1998 роках село належало до Вроцлавського воєводства.

## Демографія
Демографічна структура станом на 31 березня 2011 року:
|          | Загалом | Допрацездатний вік | Працездатний вік | Постпрацездатний вік |
| -------- | ------- | ------------------ | ---------------- | -------------------- |
| Чоловіки | 294     | 76                 | 204              | 14                   |
| Жінки    | 305     | 66                 | 191              | 48                   |
| Разом    | 599     | 142                | 395              | 62                   |